# Червеноглав мангабей
Червеноглавият мангабей (Cercocebus torquatus) е вид бозайник от семейство Коткоподобни маймуни (Cercopithecidae). Видът е световно застрашен, със статут Уязвим.

## Разпространение
Разпространен е в Габон, Екваториална Гвинея, Камерун и Нигерия.